# Doc McGhee
Harold “Doc” McGhee (* 1950) ist ein US-amerikanischer Manager, der unter anderem mit Kiss, Bon Jovi, Mink DeVille, Night Ranger, James Brown, Diana Ross, Hootie & the Blowfish, Scorpions, Mötley Crüe und Skid Row gearbeitet hat oder noch arbeitet. Er wurde Ende der 1980er Jahre überführt, einen Drogenring bei der illegalen Einfuhr von Marihuana in die USA unterstützt zu haben, wurde aber wider Erwarten nicht zu einer langjährigen Haftstrafe, sondern Sozialdiensten mit Bewährungsauflagen verurteilt. Er war Gründer der „Make a Difference Foundation“ und organisierte 1989 das Moscow Music Peace Festival im Lenin-Stadion (heute: Olympiastadion Luschniki) in Moskau. McGhee betreibt gemeinsam mit seinem Bruder Scott McGhee die Firma „McGhee Entertainment“ mit Sitz in Los Angeles und Außenstellen in New York City, Nashville, und London. Doc McGhee ist Miteigentümer des Arena-Football-Teams “LA Kiss,” das 2014 in seine erste Saison gestartet ist.

## Werdegang
McGhee wuchs im Süden von Chicago (Illinois) auf. Er besuchte die Carl Sandburg High School in Orland Park, die er 1969 abschloss. Im Alter von 17 Jahren gehörte er der bereits in der Highschool gegründeten Gruppe Rising Four an, die einen Plattenvertrag von Mercury Records erhielt und 1967 die Single Shapes Of Things veröffentlichte, eine Coverversion eines Songs von The Yardbirds. Die Band bestand vier Jahre und löste sich auf, als McGhee zum Wehrdienst eingezogen wurde.
Nach dem Wehrdienst fand McGhee keine Arbeit. Mitte der 1970er Jahre arbeitete er mit Pat Travers und zog nach Florida, wo er erste Erfolge erzielte. 1979 wurde Rick Stevens, ehemals Vizepräsident der Artists-and-Repertoire-Abteilung bei PolyGram, sein Partner in der Firma Stevens-McGhee Entertainment. Die ersten Künstler, die McGhee vertrat, waren die Average White Band, Phyllis Hyman, die Brecker Brothers, David Sanborn, und Nightflyte; Stevens-McGhee Entertainment nahm Mink DeVille unter Vertrag, und McGhee betreute wenig später auch James Brown und Isaac Hayes.
Ab 1982 arbeitete McGhee mit Doug Thaler zusammen, der von der Management-Firma Leber & Krebs zu ihm gekommen war. Im selben Jahr bekam McGhee von einem befreundeten Anwalt den Tipp, sich einmal die Band Mötley Crüe anzusehen. Thaler hatte ebenfalls schon von der Band gehört, und beide besuchten das New Year’s Evil-Konzert der Band im Santa Monica Civic Auditorium in Santa Monica. Nach eigenen Worten verstand McGhee nichts von dem, was die Band spielte, aber er sah, dass die 500 Besucher des Konzerts allesamt begeistert waren. Er bot der Band an, ihr Management zu übernehmen und brachte sie als Vorgruppe von Kiss auf der Creatures of the Night-Tournee unter.
McGhee gründete mit Thaler die Firma „McGhee Entertainment“ im Jahr 1983 in New York. In den folgenden Jahren schloss McGhee Verträge mit zahlreichen neuen Bands des Glam-Metal-Genres, unter anderem mit Bon Jovi und Skid Row, und übernahm das Management für die Scorpions und Night Ranger.
1986 war McGhee straffällig geworden, als er einem Schmuggler-Ring, der Verbindungen zu Panamas Diktator Manuel Noriega hatte, half, große Mengen Marihuana aus Kolumbien in die Vereinigten Staaten zu bringen. Am 19. Januar 1987 musste er sich erstmals vor dem North Carolina Federal Court verantworten, wo er sich schuldig bekannte. Das mögliche Strafmaß für die Tat betrug 20 Jahre Haft. Statt der ursprünglich verhängten fünfjährigen Haftstrafe wurde McGhee zu einer Geldstrafe in Höhe von 15.000 US-Dollar verurteilt, die Haft wurde zur Bewährung ausgesetzt. McGhee musste neben der Geldstrafe unter anderem eine Anti-Drogen-Kampagne organisieren.
Zu diesem Zweck gründete er die „Make A Difference Foundation“, eine Stiftung, die Geld für verschiedenen Anti-Drogen-Programme sammeln sollte. Im Zuge dieses Engagements organisierte McGhee das „Moscow Music Peace Festival“, bei dem Bon Jovi, Cinderella, die russische Rockband Gorky Park, Mötley Crüe, Ozzy Osbourne, Scorpions und Skid Row auftraten. Außerdem stieß am Schluss Schlagzeuger Jason Bonham für das Finale hinzu, bei dem Musiker der beteiligten Bands jammten. Das Festival fand exakt 20 Jahre nach dem legendären Woodstock-Festival in den USA statt. Es erschien auch ein Musik-Sampler, der den Titel Stairway to Heaven/Highway to Hell trug.
Um das Festival, das am 12. und 13. August 1989 stattfand, zu ermöglichen, musste McGhee sämtliche logistischen Probleme lösen. Er brachte 641 Menschen und 64 Transportfahrzeuge mit zwei Flugzeugen vom Typ Boeing 757 nach Moskau, ohne überhaupt eine Erlaubnis dafür zu besitzen. Außerdem produzierte er die Fernsehausstrahlung der Veranstaltung und kümmerte sich um die Übertragung in 51 Länder der Welt. McGhee bestreitet heute, dass die Organisation des Festivals mit seiner Bestrafung zusammenhing.

## Karriereknick
1989 wurde McGhee von Mötley Crüe gefeuert. Anlass war die Tatsache, dass sich die Band von McGhee hintergangen fühlte. Nach Aussage von Tommy Lee hatte McGhee die Band zur Teilnahme am „Moscow Music Peace Festival“ überredet, indem er zusicherte, dass alle beteiligten Gruppen jeweils nur etwa 50 Minuten spielen würde und es keinen Headliner geben werde. In Moskau stellte sich dann heraus, dass Bon Jovi die Headliner-Rolle bekommen hatten, als einzige Band 90 Minuten spielen konnte und auch die einzige Gruppe war, der die Benutzung von Pyrotechnik erlaubt worden war. McGhee wurde noch am ersten Abend des Festivals in Moskau von Nikki Sixx entlassen. Mötley Crüe spielte am zweiten Tag noch einmal und verließ anschließend sofort die Sowjetunion. Doug Thaler beendete anschließend seine Zusammenarbeit mit McGhee und gründete eine eigene Management-Firma, Top Rock Development.
1991 wurde McGhee auch aus den Diensten von Bon Jovi entlassen. Wie die Band in der VH1-Fernsehsendung „Behind the Music“ berichtete, war Doc McGhee derjenige, der die New-Jersey-Tour immer weiter in die Länge zog und dadurch die totale Erschöpfung der Band hervorrief. Nach den Video Music Awards 1991, bei denen Bon Jovi mit dem Vanguard Award ausgezeichnet wurden, war es zum Streit zwischen Jon Bon Jovi und Doc McGhee gekommen. In dessen Verlauf war deutlich geworden, dass eine weitere Zusammenarbeit nicht sinnvoll wäre, weshalb McGhee von Bandleader Jon Bon Jovi gefeuert wurde.
McGhee hatte damit innerhalb kurzer Zeit zwei Bands verloren, denen er mit seiner Firma zu Weltruhm verholfen hatte. Skid Row blieben ihm erhalten und trennten sich erst 2003 von ihm, als klar wurde, dass die jeweiligen Visionen über die Fortentwicklung der Band nicht mehr zueinander passten.

## Aktuelle Klienten
1996 übernahm McGhee das Management für das Comeback der Originalbesetzung von Kiss. Statt vorsichtig eine (von der Band vorgeschlagene) kleine Tournee zu organisieren, um das Interesse der Fans zu testen, ließ McGhee es darauf ankommen. Er buchte den Flugzeugträger „U.S.S. Intrepid“ für eine Pressekonferenz und organisierte die „Alive/World Wide“-Tournee, die am 28. Juni 1996 im Tiger Stadium in Detroit begann, 11 Monate dauerte, 192 Konzerte beinhaltete, und der Gruppe Einnahmen in Höhe von 43,6 Mio. US-Dollar bescherte. McGhee hat Kiss seitdem durchgehend betreut.
2005 gründete McGhee mit seinem Bruder Scott ein Büro in Nashville; er selbst zog privat ebenfalls in die Nähe der Country-Hochburg. 2010 kam es zu Irritationen, als Axl Rose am 16. Februar via Twitter bekanntgab, dass McGhee der neue Manager von Guns N’ Roses sei. Paul Stanley, Sänger und Gitarrist von Kiss, erklärte in einem Interview für das Classic Rock Magazine, dass er McGhee dazu befragt habe und dieser nichts davon wisse. Guns N’ Roses wurden auf der Website von McGhee Entertainment nie als Klienten gelistet.
Neben Kiss betreut „McGhee Entertainment“ noch Darius Rucker, Steve Lukather, Ted Nugent, Down, Night Ranger, Rodney Atkins, Chris Cagle, Cheyenne Kimball, Adam Brand, Hootie & The Blowfish, Vintage Trouble, The Dirty Guv’nahs, Jeremy Lister, The Willis Clan, Drew Davis, Heidi Newfeld, und Sacha Edwards.